# Estación Granadero Bustos
Granadero Bustos es una estación ferroviaria ubicada en la localidad de Wildermuth, departamento San Martín, Provincia de Santa Fe, Argentina.
Fue inaugurada en los años 1890 por el Ferrocarril Central Argentino.

## Servicios
La estación corresponde al Ferrocarril General Bartolomé Mitre de la red ferroviaria argentina. No presta servicios de pasajeros ni de cargas, sus vías e instalaciones están concesionadas a la empresa de cargas Nuevo Central Argentino.

## Toponimia
Debe su nombre a Basilio Bustos, militar caído durante el combate de San Lorenzo.